# Шульгин, Александр Теодор
Алекса́ндр Теодор Шульги́н (англ. Alexander Theodore Shulgin), также известный как Саша Шульгин (Sasha Shulgin; 17 июня 1925, Беркли, Калифорния — 2 июня 2014, Лафейетт, Калифорния) — американский химик, фармаколог, публицист и разработчик многих психоактивных веществ.

## Биография
Родился в Беркли (штат Калифорния) в семье учителей Фёдора Степановича Шульгина (англ. Theodore Stevens Shulgin, 1893—1978) и Генриетты Эйтен (англ. Henrietta D. Aten, 1888—1960). Отец родился  в Челябинске в 1893 году, получил в России педагогическое образование, эмигрировал в период Гражданской войны, весной 1924 года поселился в пригороде Беркли в Калифорнии и устроился преподавателем истории в школе Окленда. Мать — уроженка Иллинойса, преподаватель английского языка и литературы.
В основном Шульгин известен тем, что способствовал распространению MDMA в конце 1970-х — начале 1980-х годов. Он и его жена Энн Шульгина написали известные книги PiHKAL (англ. Phenethylamines I Have Known And Loved) и TiHKAL (Tryptamines I Have Known And Loved). Шульгин синтезировал и исследовал большое количество триптаминов и фенилэтиламинов, включая семейство 2C*, из которых самые известные — 2C-T-2, 2C-T-7, 2C-I и 2C-B.
Работая на компанию Dow Chemical, Шульгин зарегистрировал серию успешных и ценных патентов, в том числе разработал первый в мире биоразлагаемый пестицид. Эти успехи дали ему возможность получить лицензию агентства DEA на исследование психоактивных веществ и свободу в выборе направления исследований.
В 1965 году Шульгин ушёл из Dow Chemical для возможности преподавать в университетах и продолжения собственных исследований. Свои психофармакологические изыскания Шульгин начал с уже известных галлюциногенных препаратов (псилоцибин, ЛСД, мескалин), впоследствии сместив акцент на дизайнерские препараты собственной разработки. У него была группа друзей из 20—30 человек, с которой он регулярно проводил тесты новых веществ. Каждому веществу присваивался рейтинг по специальной шкале (Шкала Шульгина) и описывались визуальные, аудиальные и физические эффекты. Лично Шульгин испытал на себе сотни психоактивных веществ, в основном триптаминов (семейство, включающее DMT и псилоцибин) и фенэтиламинов (включая MDMA и мескалин). Существует несчётное число различных химических вариаций этих веществ, каждое из которых имеет в разной степени отличающиеся эффекты, приятные и не очень, эти вещества и эффекты описаны в книгах Шульгина. Энн Шульгина также принимала участие в экспериментах. Люди, увлекающиеся психофармакологией, иногда называют Шульгина «папой».
17 ноября 2010 года перенёс инсульт. 2 июня 2014 года умер от рака печени в своём доме в Калифорнии.

### Другие книги
- Shulgin Alexander, Manning Tania, Daley Paul. «The Shulgin Index Vol 1: Psychedelic Phenethylamines and Related Compounds» (англ.). — Berkeley: Transform Press, 2011. — ISBN 9780963009630..
- Shulgin Alexander, Perry Wendy. «The Simple Plant Isoquinolines» (неопр.). — Berkeley: Transform Press, 2002. — ISBN 0-9630096-2-1.
- Shulgin Alexander, Shulgin Ann. A New Vocabulary // «Entheogens and the Future of Religion» (неопр.) / Robert Forte (ed.). — Berkeley: Council on Spiritual Practices, 1997. — ISBN 1-889725-01-3..
- Shulgin, Alexander. «Controlled Substances: Chemical & Legal Guide to Federal Drug Laws» (англ.). — Berkeley: Ronin Publishing[англ.], 1988. — ISBN 0-914171-50-X.

- 1960—1979 [www.erowid.org/library/books_online/shulgin_labbooks/ lab notebooks] of Dr. Shulgin
- 1963. «Psychotomimetic agents related to mescaline». Experientia 19: 127. 19
- 1963. [www.erowid.org/archive/rhodium/chemistry/nutmeg.myristicin.html «Composition of the myristicin fraction from oil of nutmeg». Nature 197: 379. 20]
- 1963. «Concerning the pharmacology of nutmeg». Mind 1: 299—302. 23
- 1964. «3-methoxy-4,5-methylenedioxy amphetamine, a new psychotomimetic agent». Nature 201: 1120—1121. 29
- 1964. «Psychotomimetic amphetamines: methoxy 3,4-dialkoxyamphetamines». Experientia 20: 366. 30
- 1964. with H. O. Kerlinger. «Isolation of methoxyeugenol and trans-isoelemicin from oil of nutmeg». Naturwissenschaften 15: 360—361. 31
- 1965. «Synthesis of the trimethoxyphenylpropenes». Can. J. Chem. 43: 3437-3440. 43
- 1966. «Possible implication of myristicin as a psychotropic substance». Nature 210: 380—384. 45
- 1966. «The six trimethoxyphenylisopropylamines (trimethoxyamphetamines)». J. Med. Chem. 9: 445—446. 46
- 1966. with T. Sargent, and C. Naranjo. «Role of 3,4-dimethoxyphenethylamin in schizophrenia». Nature 212: 1606—1607. 48
- 1967. with T. Sargent, and C. Naranjo. «The chemistry and psychopharmacology of nutmeg and of several related phenylisopropylamines». In D. H. Efron [ed.]: Ethnopharmacologic search for psychoactive drugs. U. S. Dept. of H. E. W., Public Health Service Publication No. 1645. pp. 202—214. Discussion: ibid. pp. 223—229. 49
- 1967. with T. Sargent. «Psychotropic phenylisopropylamines derived from apiole and dillapiole». Nature 215: 1494—1495. 50
- 1967. with Sargent, T. W., D. M. Israelstam, S. A. Landaw, and N. N. Finley. «A note concerning the fate of the 4-methoxyl group in 3,4-dimethoxyphenethylamine (DMPEA)». Biochem. Biophys. Res. Commun. 29: 126—130. 52
- 1967. with Naranjo, C. and T. Sargent. «Evaluation of 3,4-methylenedioxyamphetamine (MDA) as an adjunct to psychotherapy». Med. Pharmacol. Exp. 17: 359—364. 53
- 1968. «The ethyl homologs of 2,4,5-trimethoxyphenylisopropylamine». J. Med. Chem. 11: 186—187. 54
- 1969. with T. Sargent and C. Naranjo. «Structure activity relationships of one-ring psychotomimetics». Nature 221: 537—541. 57
- 1969. «Recent developments in cannabis chemistry». J. Psyched. Drugs 2: 15-29. 58
- 1969. «Psychotomimetic agents related to the catecholamines». J. Psyched. Drugs 2(2): 12-26. 59
- 1970. «Chemistry and structure-activity relationships of the psychotomimetics». In D. H. Efron [ed.]. «Psychotomimetic Drugs». Raven Press, New York. pp. 21-41. 60
- 1970. «The mode of action of psychotomimetic drugs; some qualitative properties of the psychotomimetics». Neur. Res. Prog. Bull. 8: 72-78. 61
- 1970. «4-alkyl-dialkoxy-alpha-methyl-phenethylamines and their pharmacologically-acceptable salts». U. S. Patent 3,547,999, issued Dec. 15, 1970. 63
- 1971. with T. Sargent and C. Naranjo. «4-bromo-2,5-dimethoxyphenylisopropylamine, a new centrally active amphetamine analog». Pharmacology 5: 103—107. 64
- 1971. «Chemistry and sources». In S. S. Epstein [ed]. «Drugs of abuse: their genetic and other chronic nonpsychiatric hazards». The MIT Press, Cambridge, Mass. pp 3-26. 65
- 1971. «Preliminary studies of the synthesis of nitrogen analogs of Delta1-THC». Acta Pharm. Suec. 8: 680—681. 66
- 1972. «Hallucinogens, CNS stimulants, and cannabis. In S. J. Mulé and H. Brill [eds.]: Chemical and biological aspects of drug dependence». CRC Press, Cleveland, Ohio. pp. 163—175. 67
- 1973. «Stereospecific requirements for hallucinogenesis». J. Pharm. Pharmac. 25: 271—272. 68
- 1973. «Mescaline: the chemistry and pharmacology of its analogs». Lloydia 36: 46-58. 69
- 1973. «The narcotic pepper — the chemistry and pharmacology of Piper methysticum and related species». Bull. Narc. 25: 59-1974. «Le poivre stupéfiant — chemie et pharmacologie du Piper methysticum et des espéces apparentées». Bull. Stupéfiants 25: 61-77. 70
- 1973. with T. Sargent and C. Naranjo. «Animal pharmacology and human psychopharmacology of 3-methoxy-4,5-methylenedioxyphenylisopropylamine (MMDA)». Pharmacology 10: 12-18. 71
- 1974. with Kalbhen, D. A., T. Sargent, G. Braun, H. Stauffer, N. Kusubov, and M. L. Nohr. «Human pharmacodynamics of the psychodysleptic 4-bromo-2,5-dimethoxyphenylisopropylamine labelled with [82]Br». IRCS (Int. Res. Comm. Sys.) 2: 1091. 73
- 1975. with Sargent, T., D. A. Kalbhen, H. Stauffer, and N. Kusubov. «A potential new brain-scanning agent: 4-[77]Br-2,5-dimethoxyphenylisopropylamine (4-Br-DPIA)». J. Nucl. Med. 16: 243—245. 74
- 1975. with M. F. Carter. «Centrally active phenethylamines». Psychopharm. Commun. 1: 93-98. 75
- 1975. with Sargent, T., D. A. Kalbhen, G. Braun, H. Stauffer, and N. Kusubov. «In vivo human pharmacodynamics of the psychodysleptic 4-Br-2,5-dimethoxyphenylisopropylamine labelled with [82]Br or [77]Br». Neuropharmacology 14: 165—174. 76
- 1975. «The chemical catalysis of altered states of consciousness. Altered states of consciousness, current views and research problems». The drug abuse council, Washington, D. C. pp. 123—134. 77
- 1975. «Drug use and anti-drug legislation». The PharmChem Newsletter 4 (#8). 79
- 1975. with D. C. Dyer. «Psychotomimetic phenylisopropylamines. 5. 4-alkyl-2,5-dimethoxyphenylisopropylamines». J. Med. Chem. 18: 1201—1204. 80
- 1975. with C. Helisten. «Differentiation of PCP, TCP, and a contaminating precursor PCC, by thin layer chromatography». Microgram 8: 171—172. 81
- 1975. with Helisten, C. «The detection of 1-piperidinodydlohexanecarbonitrile contamination in illicit preparations of 1-(1-phenylcyclohexyl)piperidine and 1-(1-(2-thienyl)cyclohexyl)piperidine». J. Chrom. 117: 232—235. 82
- 1976. «Psychotomimetic agents». In M. Gordon [ed.] «Psychopharmacological agents», Vol. 4. Academic Press, New York. pp. 59-146. 83
- 1976. «Abuse of the term 'amphetamines'». Clin. Tox. 9: 351—352. 84
- 1976. «Profiles of psychedelic drugs. 1. DMT». J. Psychedelic Drugs 8: 167—168. 85
- 1976. «Profiles of psychedelic drugs. 2. TMA-2». J. Psychedelic Drugs 8: 169. 86
- 1976. with D. E. MacLean. «Illicit synthesis of phencyclidine (PCP) and several of its analogs». Clin. Tox. 9: 553—560. 87
- 1976. with Nichols, D. E. «Sulfur analogs of psychotomimetic amines». J. Pharm. Sci. 65: 1554—1556. 89
- 1976. with Sargent, T. and N. Kusubov. «Quantitative measurement of demethylation of [14]C-methoxyl labeled DMPEA and TMA-2 in rats». Psychopharm. Commun. 2: 199—206. 90
- 1976. with Standridge, R. T., H. G. Howell, J. A. Gylys, R. A. Partyka. «Phenylalkylamines with potential psychotherapeutic utility. 1. 2-amino-1-(2,5,-dimethoxy-4-methylphenyl)butane». J. Med. Chem. 19: 1400—1404. 91
- 1976. «Profiles of psychedelic drugs. 3. MMDA». J. Psychedelic Drugs 8: 331. 92
- 1977. «Profiles of psychedelic drugs. 4. Harmaline». J. Psychedelic Drugs 9: 79-80. 93
- 1977. «Profiles of psychedelic drugs. 5. STP». J. Psychedelic Drugs 9: 171—172. 94
- 1977. with Nichols, D. E., and D. C. Dyer. «Directional lipophilic character in a series of psychotomimetic phenethylamine derivatives». Life Sciences 21: 569—576. 95
- 1977. with Jacob, P. III, G. Anderson III, C. K. Meshul, and N. Castagnoli Jr. «Mononethylthio analogues of 1-(2,4,5-trimethoxyphenyl)2-aminopropane». J. Med. Chem. 20: 1235—1239. 96